# Hồ Hoàn Kiếm
Hồ Hoàn Kiếm (Hán-Nôm: 湖還劍) còn được gọi là Hồ Gươm là một hồ nước ngọt tự nhiên nằm ở phường Hoàn Kiếm, trung tâm thành phố Hà Nội. Hồ có diện tích khoảng 12 ha. Trước kia, hồ còn có các tên gọi là hồ Lục Thủy (vì nước có màu xanh quanh năm), hồ Thủy Quân (dùng để duyệt thủy binh), hồ Tả Vọng và Hữu Vọng (trong thời Lê mạt). 
Tên gọi Hoàn Kiếm xuất hiện vào đầu thế kỷ 15 gắn với truyền thuyết vua Lê Lợi trả lại gươm thần cho Rùa thần. Theo truyền thuyết, trong một lần vua Lê Thái Tổ dạo chơi trên thuyền, bỗng một con rùa vàng nổi lên mặt nước đòi nhà vua trả thanh gươm mà Long Vương cho mượn để đánh đuổi quân Minh xâm lược. Nhà vua liền trả gươm cho rùa thần và rùa lặn xuống nước biến mất. Từ đó hồ được lấy tên là hồ Hoàn Kiếm. Tên hồ còn được lấy để đặt cho một phường trung tâm của Hà Nội (phường Hoàn Kiếm) và là hồ nước duy nhất của phường này cho đến ngày nay.
Hồ Hoàn Kiếm có vị trí kết nối giữa khu phố cổ gồm các phố Hàng Ngang, Hàng Đào, Cầu Gỗ, Lương Văn Can, Lò Sũ... với khu phố Tây do người Pháp quy hoạch cách đây hơn một thế kỷ là Bảo Khánh, Nhà thờ, Tràng Thi, Hàng Bài, Đinh Tiên Hoàng, Tràng Tiền, Hàng Khay, Bà Triệu.

## Lịch sử

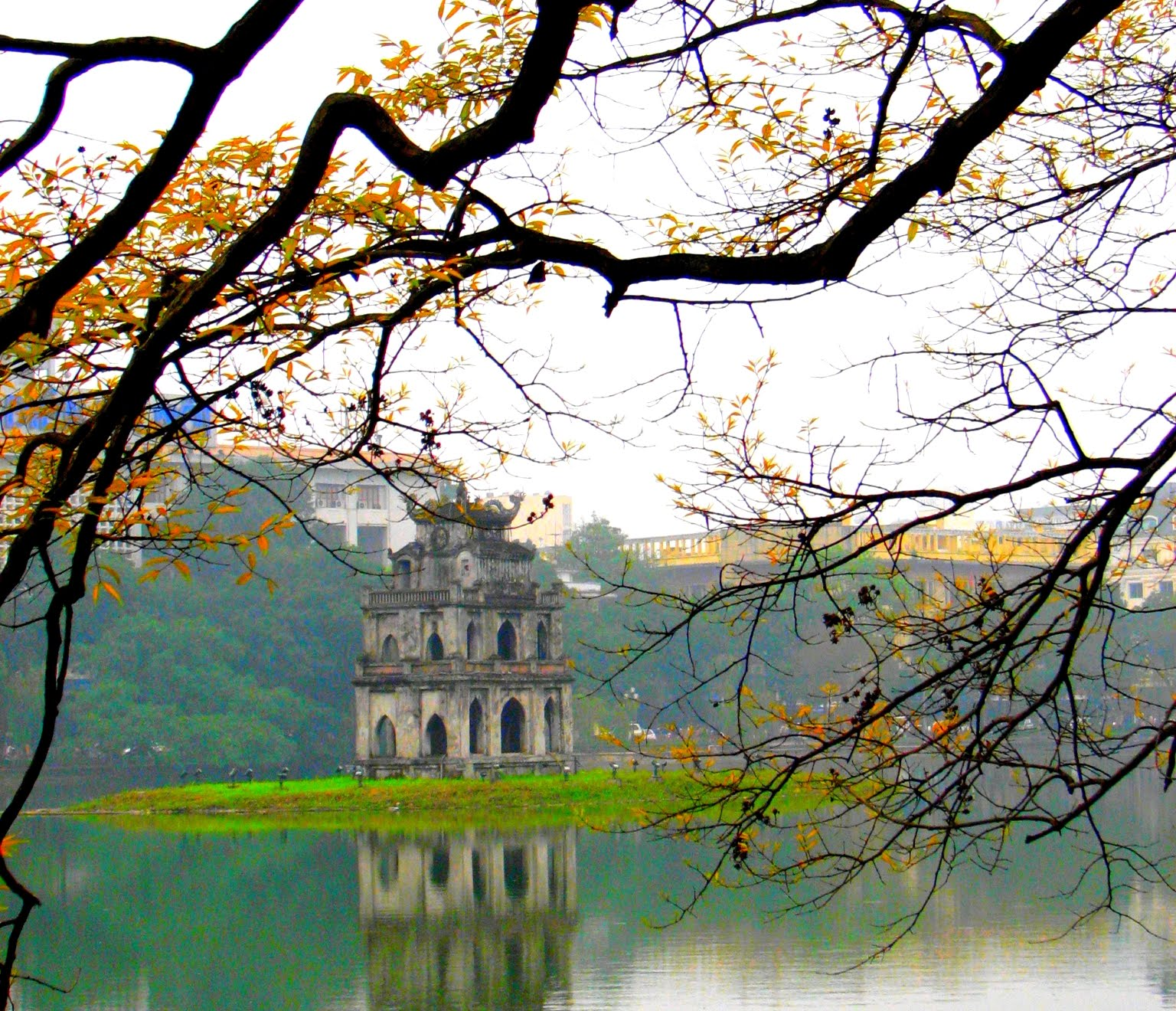
Hồ Hoàn Kiếm với Tháp Rùa

Cách đây khoảng 6 thế kỷ, dựa theo bản đồ thời Hồng Đức thì phần lớn xung quanh kinh thành khi ấy là nước. Hồ Hoàn Kiếm là một phần lưu sông Hồng chảy qua vị trí của các phố ngày nay như Hàng Đào, Hai Bà Trưng, Lý Thường Kiệt, Hàng Chuối. Tiếp đó đổ ra nhánh chính của sông Hồng . Nơi rộng nhất phân lưu này hình thành nên hồ Hoàn Kiếm hiện nay.
Thời Lê Trung Hưng (thế kỷ 16), khi chúa Trịnh cho chỉnh trang Hoàng thành Thăng Long để vua Lê ở đã đồng thời xây dựng phủ chúa riêng nằm ngay bên ngoài Hoàng thành. Phủ Chúa trở thành một cơ quan trung ương thời bấy giờ với những công trình kiến trúc xa hoa như lầu Ngũ Long (dùng để duyệt quân) nằm ở bờ Đông hồ Hoàn Kiếm, đình Tả Vọng trên đảo Ngọc Sơn. Năm 1728 Trịnh Giang cho đào hầm ở vị trí phía Nam hồ để xây dựng cung điện ngầm gọi là Thưởng Trì cung.
Chúa Trịnh cho ngăn hồ lớn thành hồ Tả Vọng và Hữu Vọng. Hồ Hữu Vọng được dùng làm nơi duyệt quân thủy chiến của triều đình. Đến đời Tự Đức (1847-1883), hồ Hữu Vọng được gọi là hồ Thủy Quân, còn hồ Tả Vọng chính là hồ Hoàn Kiếm. Từ năm 1884, nhà nước bảo hộ Pháp cho lấp hồ Thủy Quân để xây dựng, mở mang Hà Nội.

### Truyền thuyết Lê Lợi trả gươm Rùa thần

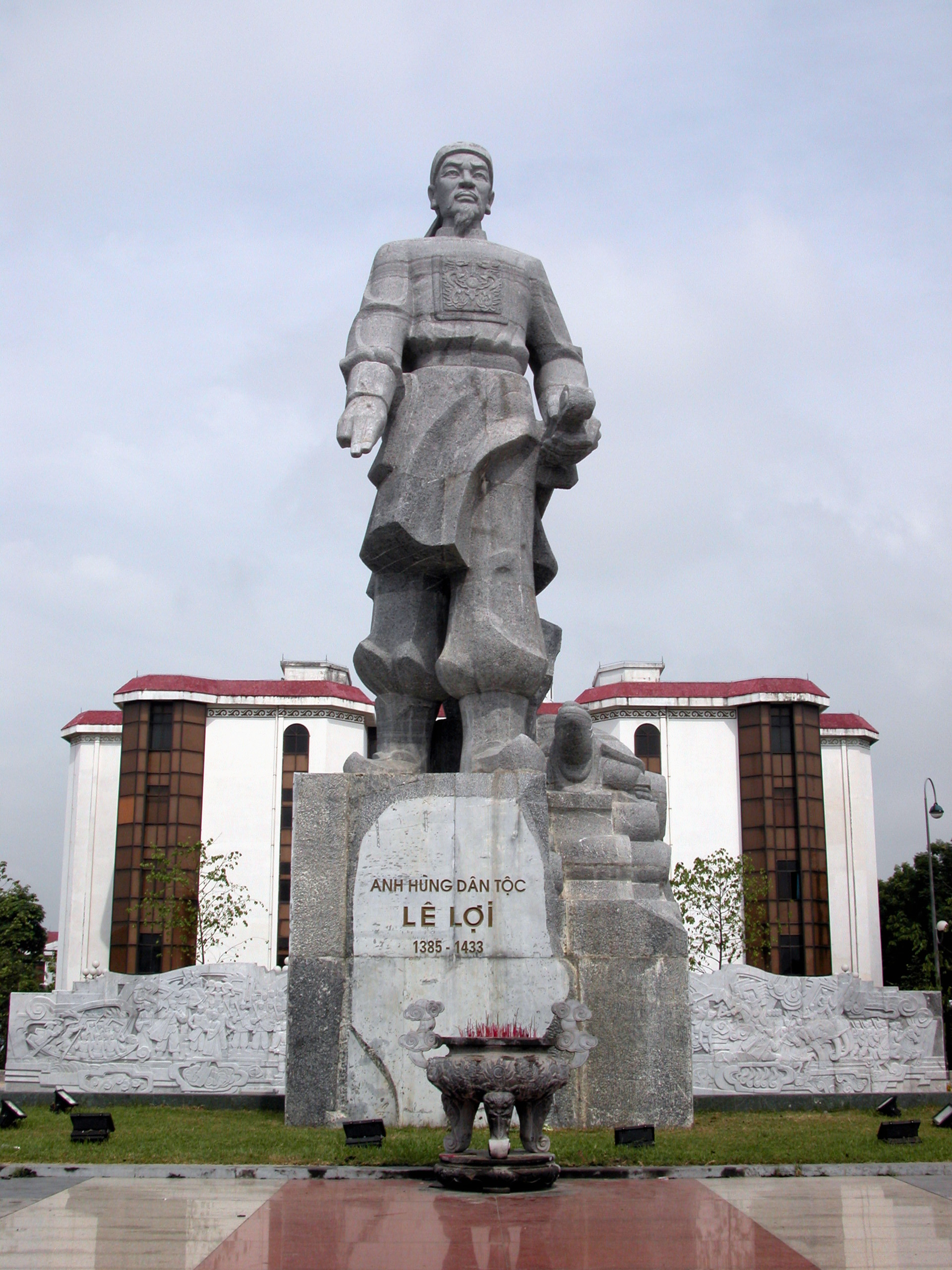
Tượng Lê Lợi với thanh kiếm Thuận Thiên

Sách Lam Sơn thực lục của Nguyễn Trãi có chép là:
Khi ấy Lê Thái Tổ cùng người ở trại Mục sơn là Lê Thận cùng làm bạn keo sơn. Thận thường làm nghề quăng chài. Ở xứ vực Ma viện, đêm thấy đáy nước sáng như bó đuốc soi. Quăng chài suốt đêm, cá chẳng được gì cả. Chỉ được một mảnh sắt dài hơn một thước, đem về để vào chỗ tối. Một hôm Thận cúng giỗ (ngày chết của cha mẹ), nhà vua tới chơi nhà. Thấy chỗ tối có ánh sáng, nhận ra mảnh sắt, nhà vua bèn hỏi:
- Mảnh sắt nào đây?
Thận nói:
- Đêm trước tôi quăng chài bắt được.
Nhà vua nhân xin lấy. Thận liền cho ngay. Nhà vua đem về đánh sạch rỉ, mài cho sáng, thấy nó có chữ "Thuận Thiên", cùng chữ "Lợi".Lại một hôm, nhà vua ra ngoài cửa, thấy một cái chuôi gươm đã mài dũa thành hình, nhà vua lạy trời khấn rằng:
- Nếu quả là gươm trời cho, thì xin chuôi và lưỡi liền nhau!
Bèn lấy mảnh sắt lắp vào trong chuôi, thành ra một chiếc gươm hoàn chỉnh.
Tới hôm sau, hoàng hậu ra trông vườn cải, bỗng thấy bốn vết chân của người lớn, rất rộng, rất to. Hoàng hậu cả kinh, vào gọi nhà vua ra vườn, được quả ấn báu, lại có chữ Thuận Thiên (sau lấy chữ này làm niên hiệu) cùng chữ Lợi. Nhà vua thầm biết ấy là của trời cho, lòng lấy làm mừng, giấu giếm không nói ra.  
Truyền thuyết này được đưa vào nội dung sách giáo khoa của Việt Nam và được viết tiếp đoạn sau, nói về việc Lê Lợi dùng thanh gươm báu đó làm gươm chiến đấu, xông pha chém địch nhiều trận, đánh tới đâu thắng tới đó, cuối cùng đuổi quân Minh bỏ chạy về nước, Lê Lợi được tôn lên làm vua.
Đầu năm 1428, Lê Thái Tổ cùng quần thần bơi thuyền ra hồ Tả Vọng. Nhận lệnh Long Quân, rùa nổi lên mặt nước.Theo lệnh vua, thuyền đi chậm lại. Đứng ở mạn thuyền, vua thấy lưỡi gươm bên người tự nhiên động đậy.
Rùa tiến về thuyền vua và nói:
- Xin bệ hạ hoàn gươm lại cho Long Quân!
Vua nâng gươm hướng về phía Rùa Vàng. Nhanh như cắt, rùa há miệng đớp lấy thanh gươm và lặn xuống nước.
Từ đó, hồ Tả Vọng bắt đầu mang tên là Hồ Gươm hay hồ Hoàn Kiếm 

### Di tích lịch sử

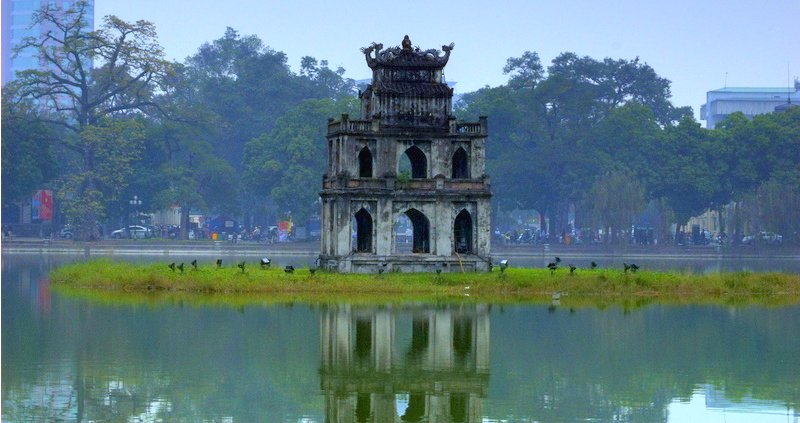
Tháp Rùa

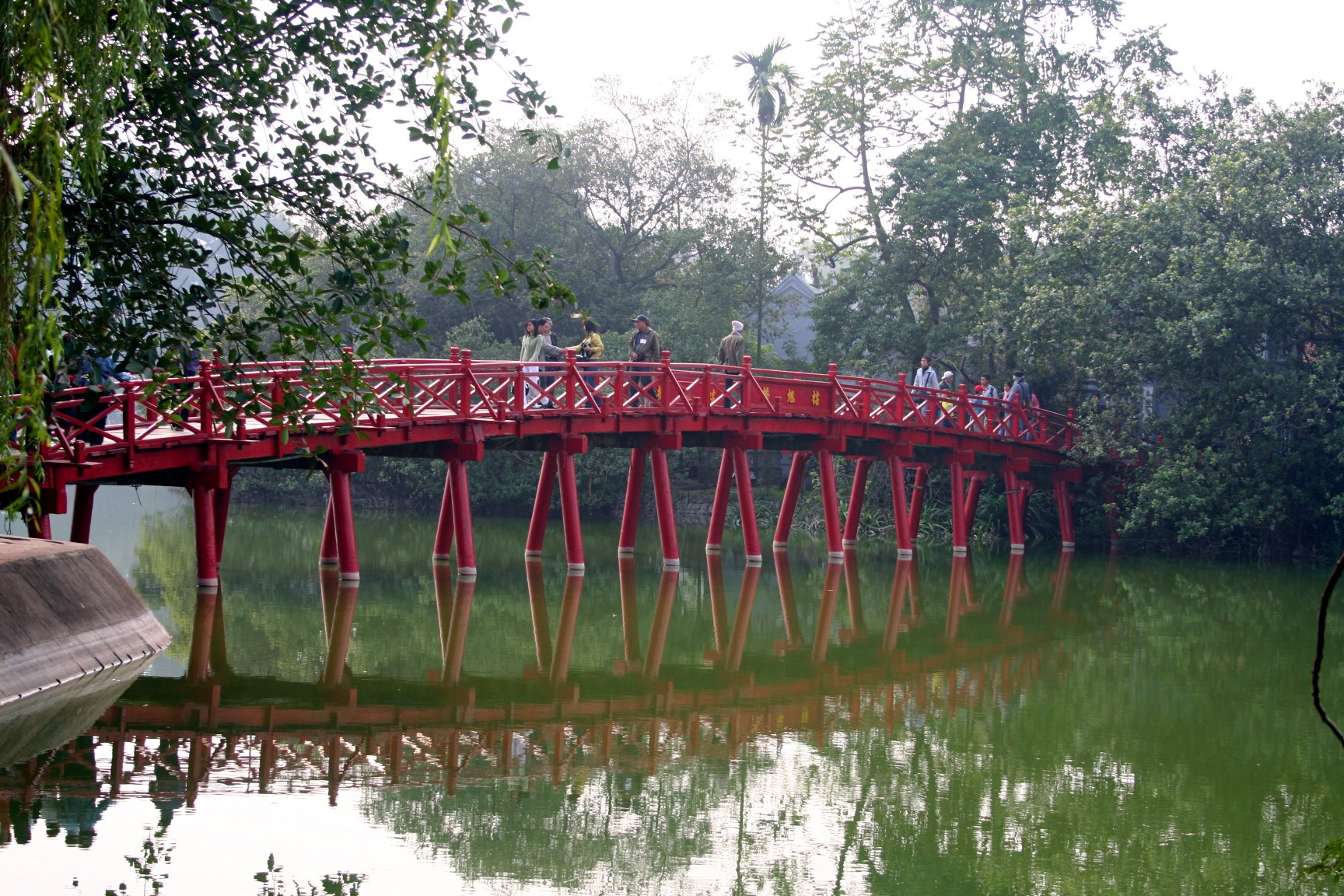
Cầu Thê Húc

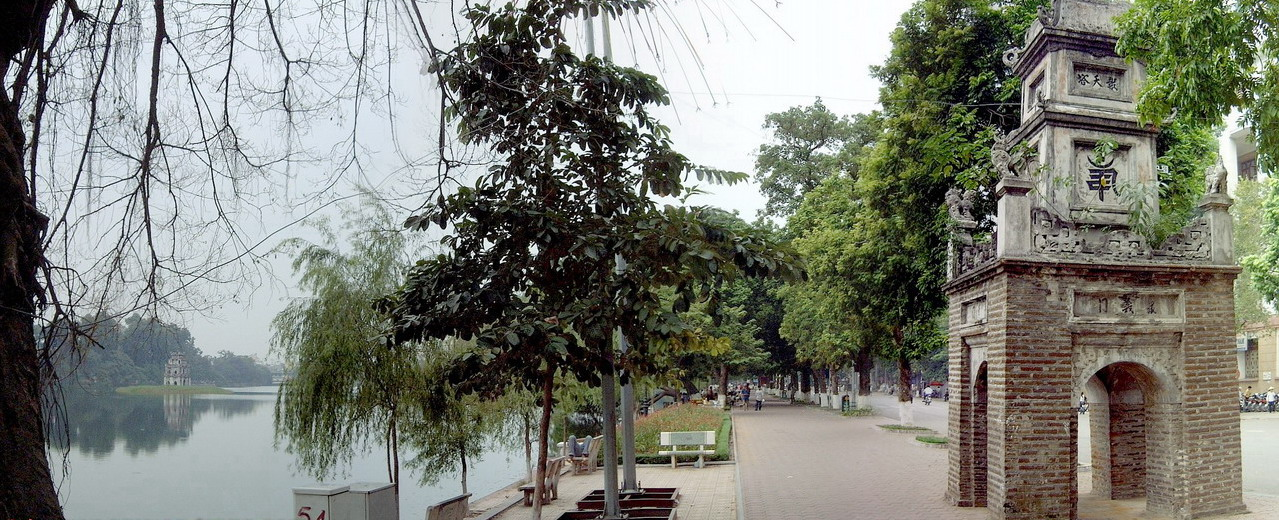
Tháp Hoà Phong

Tượng bà đầm xòe trên đỉnh Tháp Rùa 1890-1896

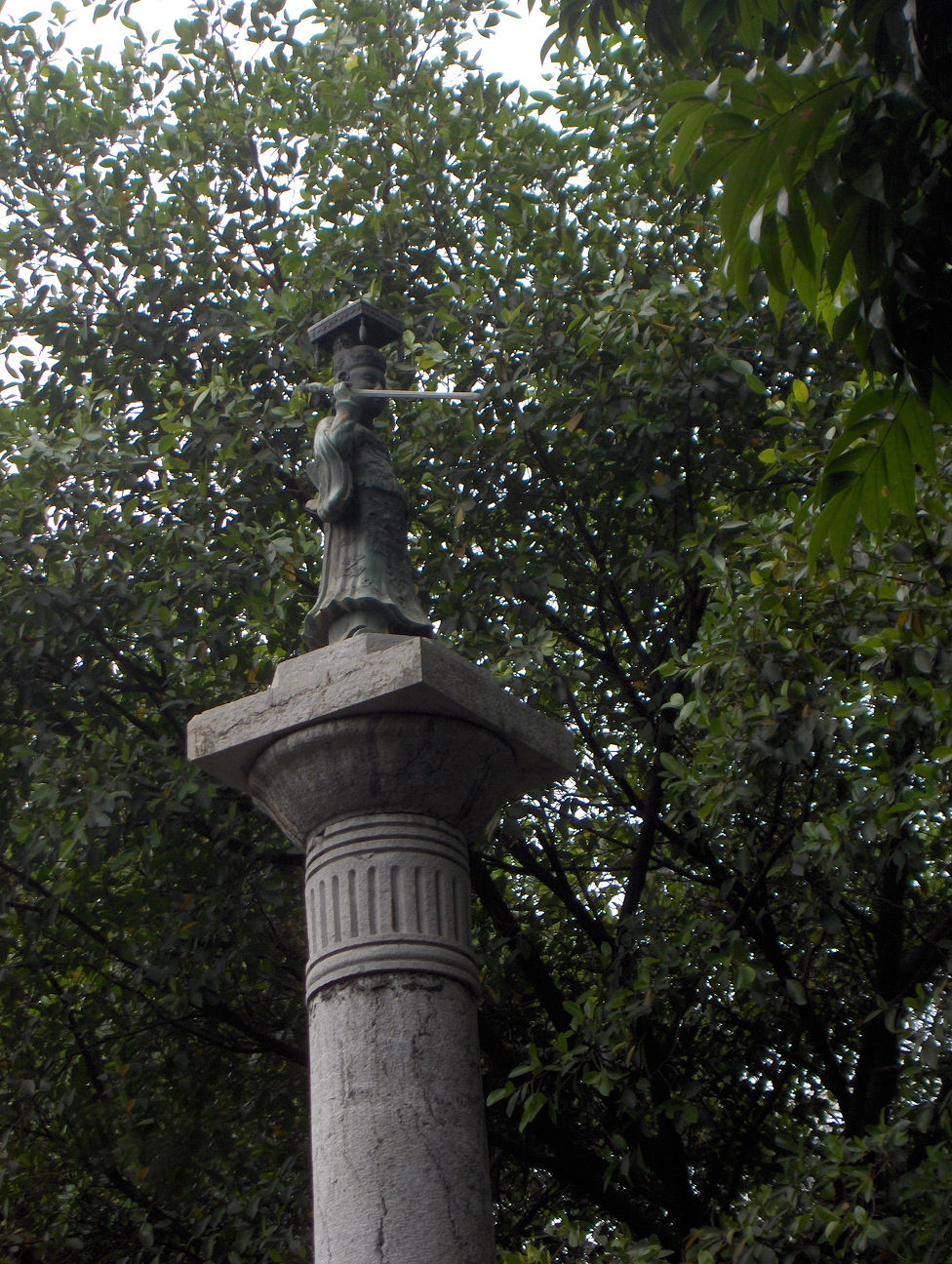
Tượng vua Lê trả gươm cho rùa vàng

- Tháp Rùa: nằm ở trung tâm hồ, được xây dựng trong khoảng từ giữa năm 1884 đến tháng 4 năm 1886, trên gò Rùa chịu ảnh hưởng kiến trúc Pháp [6]. Tháp hình chữ nhật. Tầng một: chiều dài 6,28 mét (của 2 mặt hướng Đông và Tây), mỗi mặt có 3 cửa. Chiều rộng 4,54 mét, mỗi mặt có 2 cửa. Các cửa đều được xây cuốn, đỉnh thuôn nhọn. Tầng hai: chiều dài 4,8 mét, rộng 3,64 mét và có kiến trúc giống như tầng một. Tầng ba: chiều dài 2,97 mét, rộng 1,9 mét. Tầng này chỉ mở một cửa hình tròn ở mặt phía Đông, đường kính 0,68 mét, phía trên cửa có 3 chữ Quy Sơn tháp (tháp Núi Rùa). Tầng đỉnh có nét giống một vọng lâu, vuông vức, mỗi bề 2 mét. Nơi đây từng là nơi chôn cất của vợ một tướng Pháp
- Đền Ngọc Sơn: nằm ở phía Bắc hồ, xưa có tên là Tượng Nhĩ (tai voi). Vua Lý Thái Tổ đặt tên là Ngọc Tượng khi dời đô ra Thăng Long và đến đời Trần thì đảo được đổi tên là Ngọc Sơn. Một nhà từ thiện tên là Tín Trai đã lập ra đền Ngọc Sơn trên nền cung Thuỵ Khánh cũ (bị Lê Chiêu Thống cho người đốt năm 1787 để trả thù các chúa Trịnh)[7]. Đền Ngọc Sơn thờ thần Văn Xương là ngôi sao chủ việc văn chương khoa cử và thờ Trần Hưng Đạo.
- Cầu Thê Húc: dẫn đến cổng đền Ngọc Sơn, do danh sĩ Nguyễn Văn Siêu cho xây dựng vào năm 1865. Tên của cầu có nghĩa là "nơi đậu ánh sáng Mặt Trời buổi sáng sớm"
- Tháp Bút: trên bờ hướng Đông Bắc hồ, được xây dựng từ năm 1865, bao gồm năm tầng. Trên đỉnh là tượng trưng cho một ngòi bút đối lên trời, phần thân có khắc ba chữ Tả Thanh Thiên (viết lên trời xanh), thân tầng thứ ba của tháp có khắc một bài Bút Tháp Chí.
- Đài Nghiên: trên bờ hướng Đông Bắc hồ, được xây dựng từ năm 1865, là phần không thể thiếu của Tháp bút. Ba chân kê nghiên là hình tượng ba con cóc. Trên thân nghiên khắc một bài Minh, gồm 64 chữ Hán.
- Tháp Hòa Phong: trên bờ hướng Đông hồ, là di vật còn sót lại của chùa Báo Ân (bị dỡ bỏ năm 1898) [8]. Tháp cao ba tầng, cửa theo bốn hướng Đông Tây Nam Bắc, có các chữ Hán như: Báo Đức môn, Báo Ân môn, Hoà Phong tháp, Báo Thiên tháp, ứng với mỗi cửa của tháp. Tầng một to và cao hơn hai tầng trên cùng. Bốn mặt của tầng hai hình Bát quái. Tầng ba ghi "Hòa Phong Tháp".
- Đền Bà Kiệu: trên bờ hướng Đông Bắc hồ, được xây dựng từ thời Lê Trung Hưng, là một di tích hoàn chỉnh nhưng do việc mở đường nên đã tách làm hai phần, Tam quan ở sát bờ hồ, còn Đền thờ ở về phía bên này đường. Toạ lạc theo hướng Nam. Tam quan và Đền thờ (Nhà đại bái) đều có kiến trúc ba gian xây gạch, lợp mái ngói ta. Ngôi đền thờ ba vị nữ thần là Liễu Hạnh công chúa, Đệ nhị Ngọc nữ và Đệ tam Ngọc Nữ.
- Thủy Tạ[9]: được khởi công năm 1937 trên nền Tả Vọng đình thời chúa Trịnh Sâm, nằm ở mép hồ hướng Tây Bắc, là một loại hình kiến trúc đặc sắc trong kiến trúc cổ Việt Nam, là địa điểm thưởng ngoạn không gian hồ.
- Đền thờ vua Lê: ở bờ Tây hồ, áp với đình Nam Hương. Đền có tượng vua Lê Thái Tổ đứng trên trụ cao, tay cầm thanh kiếm như phóng xuống mặt hồ.
- Bưu điện Hà Nội: nằm ở phía đối diện Tháp Rùa, ở phố Lê Thạch

## Hệ sinh vật sống trong hồ

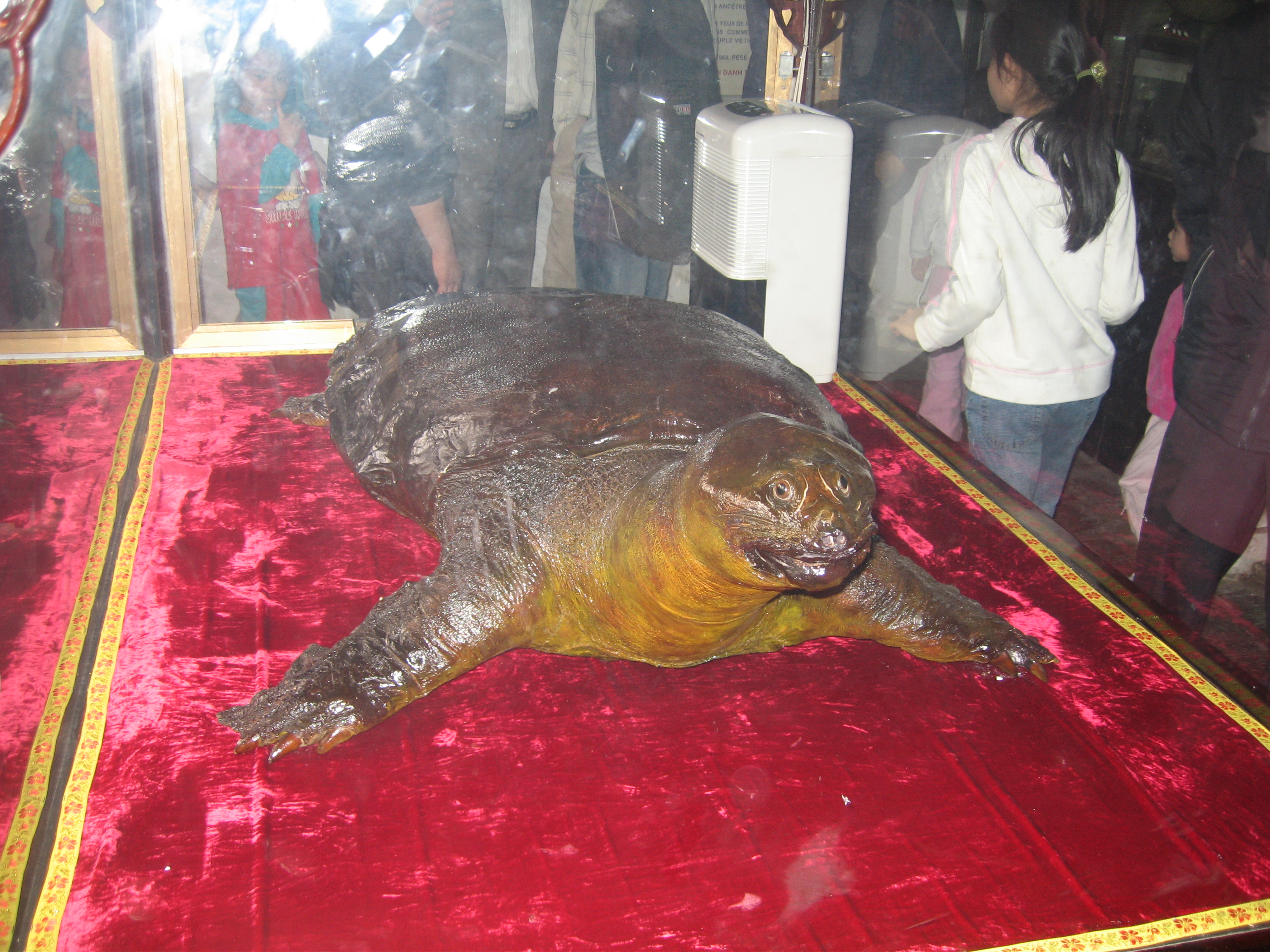
Tiêu bản sinh vật (Rùa Hồ Gươm) được lưu trữ ở Đền Ngọc Sơn

### Rùa Hồ Gươm
Rùa hồ Gươm có tên khoa học là Rafetus leloii, họ Ba Ba (Trionychridae) trong bộ Rùa (Testutdies), lớp Sauropsida (Mặt thằn lằn). Rùa hồ Gươm gồm có bốn cá thể, cả bốn cá thể đều đã chết (một được lưu trong đền Ngọc Sơn, một lưu trong kho của Bảo tàng Hà Nội và một đã bị giết thịt năm 1962 - 1963 khi bò lên vườn hoa Chí Linh)
Là di sản vô giá gắn với những truyền thuyết lịch sử và văn hoá linh thiêng từ hàng ngàn năm nay.
Năm 2011, rùa hồ Gươm, được biết chỉ còn một cá thể sống sót, thường được gọi là "Cụ Rùa" đã được trục vớt và trị chữa các vết thương.
Ngày 19 tháng 1 năm 2016, cá thể rùa Hồ Gươm cuối cùng đã chết.

## Cảm hứng nghệ thuật
Tuy không phải là hồ lớn nhất trong thủ đô, song hồ Hoàn Kiếm đã gắn liền với cuộc sống và tâm tư của nhiều người. Hồ nằm ở trung tâm một quận với những khu phố cổ chật hẹp, đã mở ra một khoảng không đủ rộng cho những sinh hoạt văn hóa bản địa. Hồ có nhiều cảnh đẹp.
Và hơn thế, hồ gắn với huyền sử, là biểu tượng khát khao hòa bình (trả gươm cầm bút), đức văn tài võ trị của dân tộc (thanh kiếm thiêng nơi đáy hồ và tháp bút viết lên trời xanh). Do vậy, nhiều văn nghệ sĩ đã lấy hình ảnh Hồ Gươm làm nền tảng cho các tác phẩm của mình.
Hồ cũng là nguồn cảm hứng cho nhiều nhà nhiếp ảnh, trong đó nổi tiếng nhất là nghệ sĩ Võ An Ninh

### Thơ văn
Nguyễn Khuyến xưa có bài thơ vịnh Hà Văn Thành và Hồ Gươm biến dạng cách đây 100 năm như sau:
Cảm đề
Ba chục năm nay trở lại hồ
Bây giờ cảnh sắc khác ngày xưa
Nhà tranh đâu cả, toàn lầu gác
Súng lạ đì đòm tịt trúc tơ
Chim-chóc đi về lầm lối cũ
Cốc cò chiều tối ngủ sương mưa
Đáng thương văn vật trăm năm ấy
Còn lại bên hồ một đá trơ!
Nguyễn Khuyến
Hà Nội
...
Hà Nội có Hồ Gươm
Nước xanh như pha mực
Bên hồ ngọn Tháp Bút
Viết thơ lên trời cao
Trần Đăng Khoa - 1969
Rủ nhau xem cảnh Kiếm hồ,
Xem cầu Thê Húc, xem chùa Ngọc Sơn.
Đài nghiên, tháp bút chưa mòn,
Hỏi ai gây dựng nên non nước này?
Á Nam Trần Tuấn Khải
Nghiên Bút Non Sông (Nhạc và lời: Đình Dương)
Hãy viết lên trời cao hỡi Tháp bút kiêu hùng
Kiêu hãnh ơi Việt Nam anh dũng kiên cường
Khí phách đó Hồ Gươm xanh thắm đến muôn đời
Chiến tích xưa còn ghi thanh kiếm vẫn sáng ngời...

### Âm nhạc
Có nhiều bài hát về Hà Nội: Người Hà Nội, Hà Nội niềm tin và hy vọng, Gửi người em gái, Chiều Hồ Gươm, v.v...

### Nhiếp ảnh

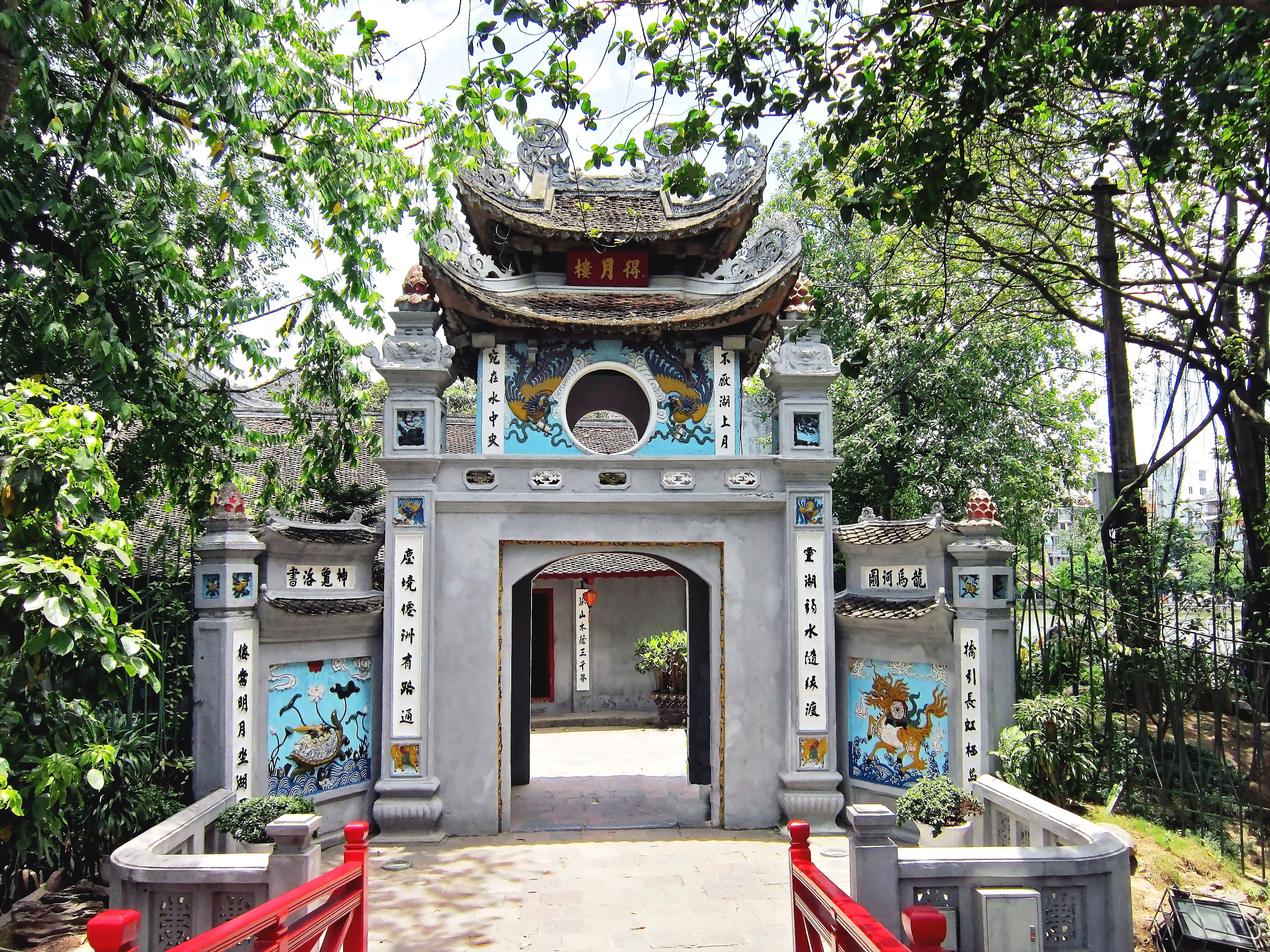
Cổng đền Ngọc Sơn.
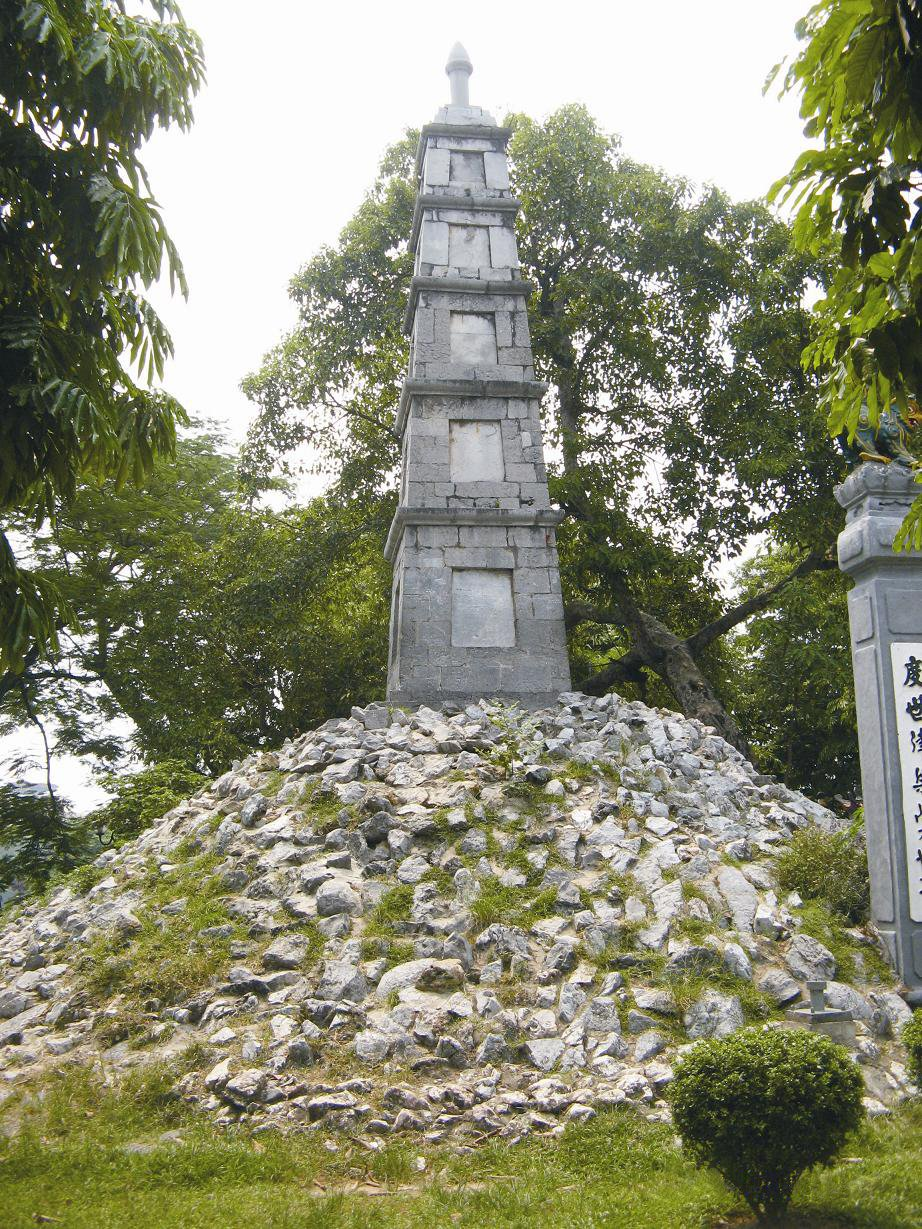
Tháp Bút.
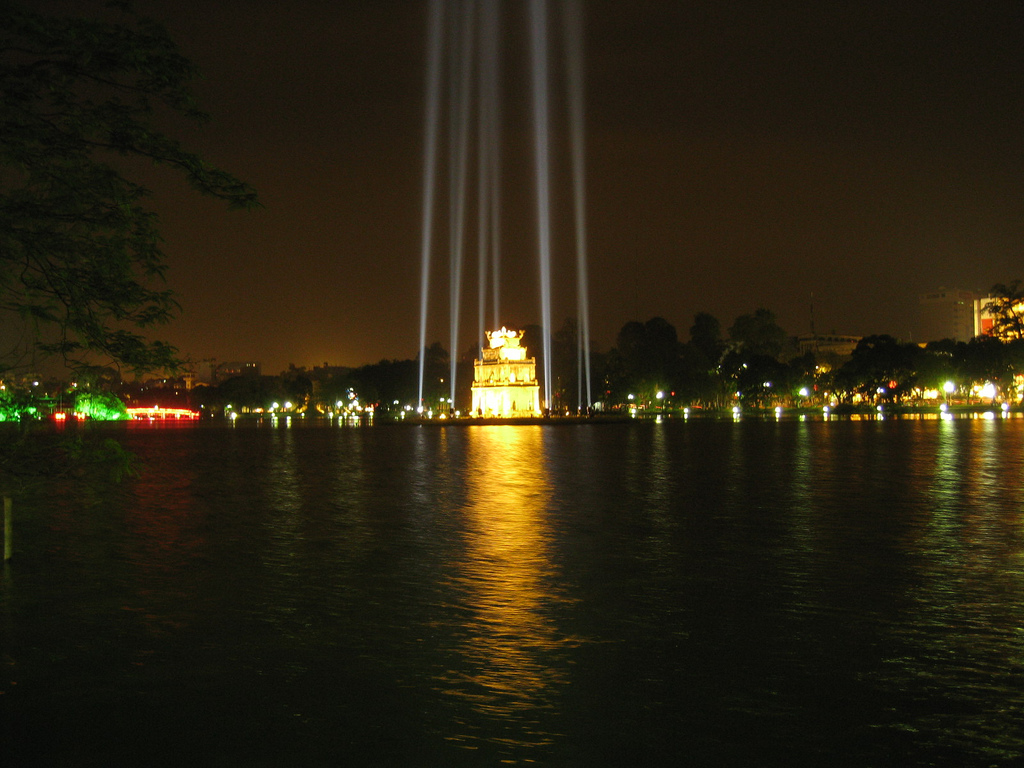
Cảnh đêm trên hồ.
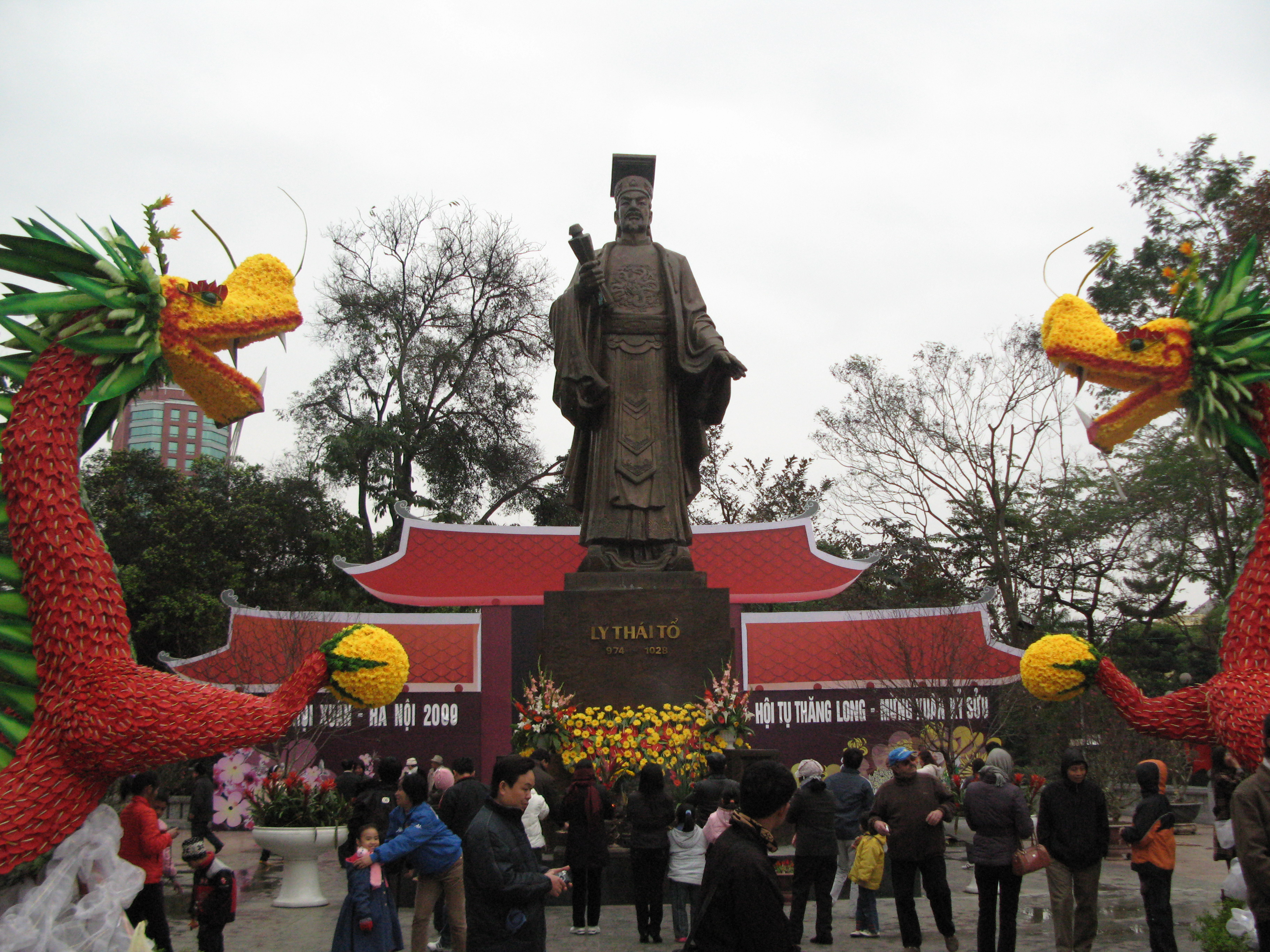
Tượng đài vua Lý Thái Tổ.
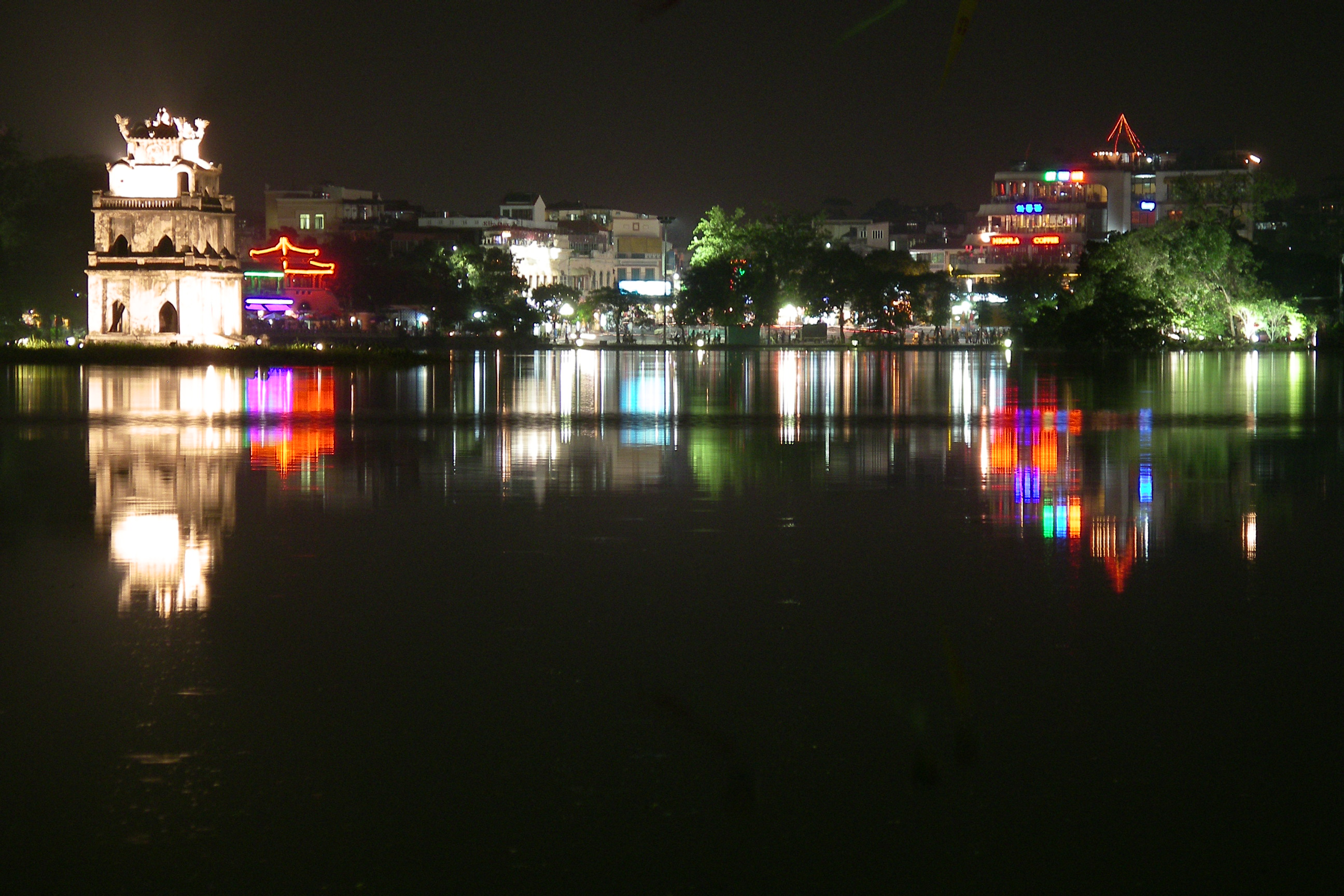
Lung linh mặt nước.
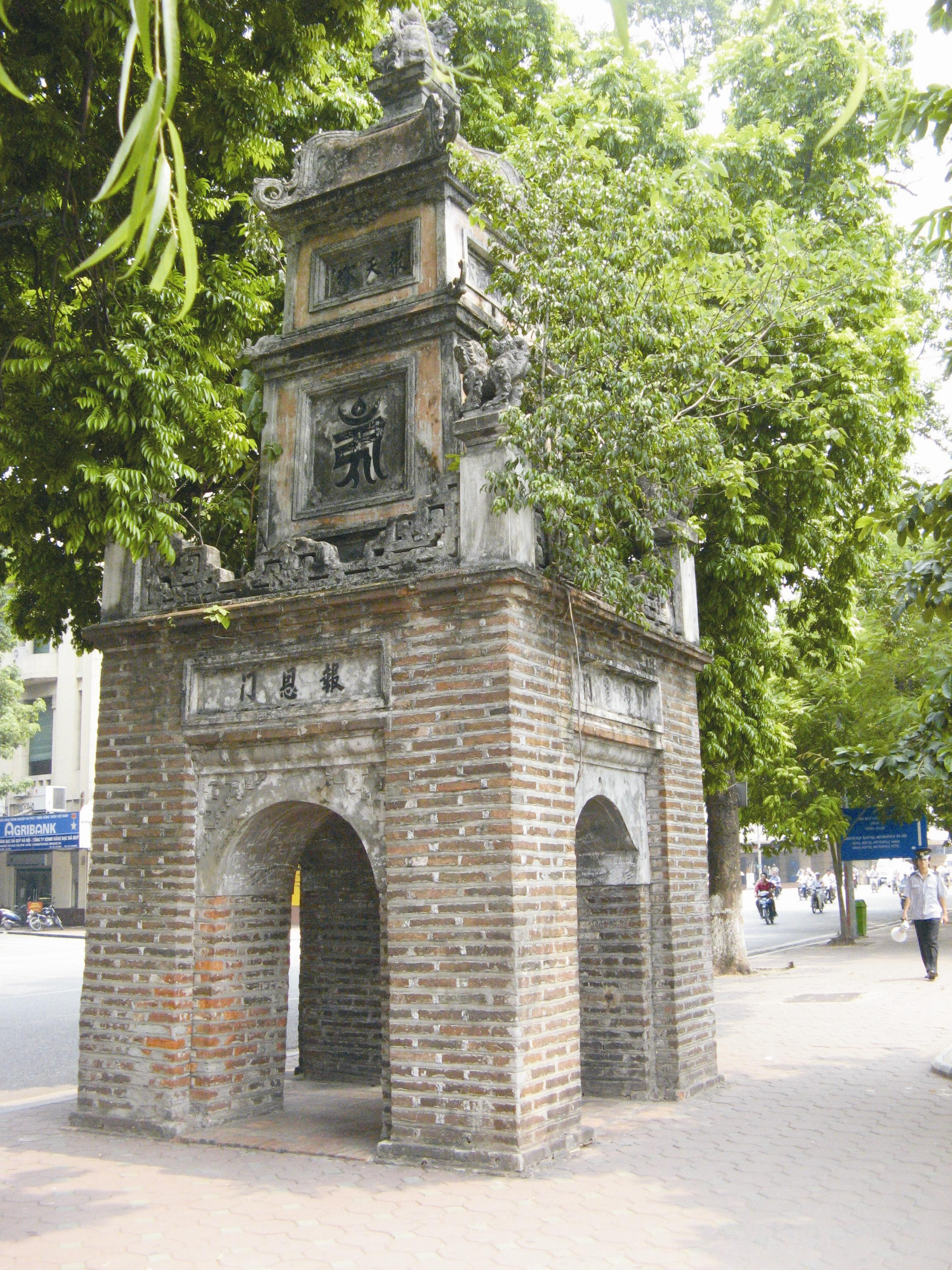
Tháp Hòa Phong.
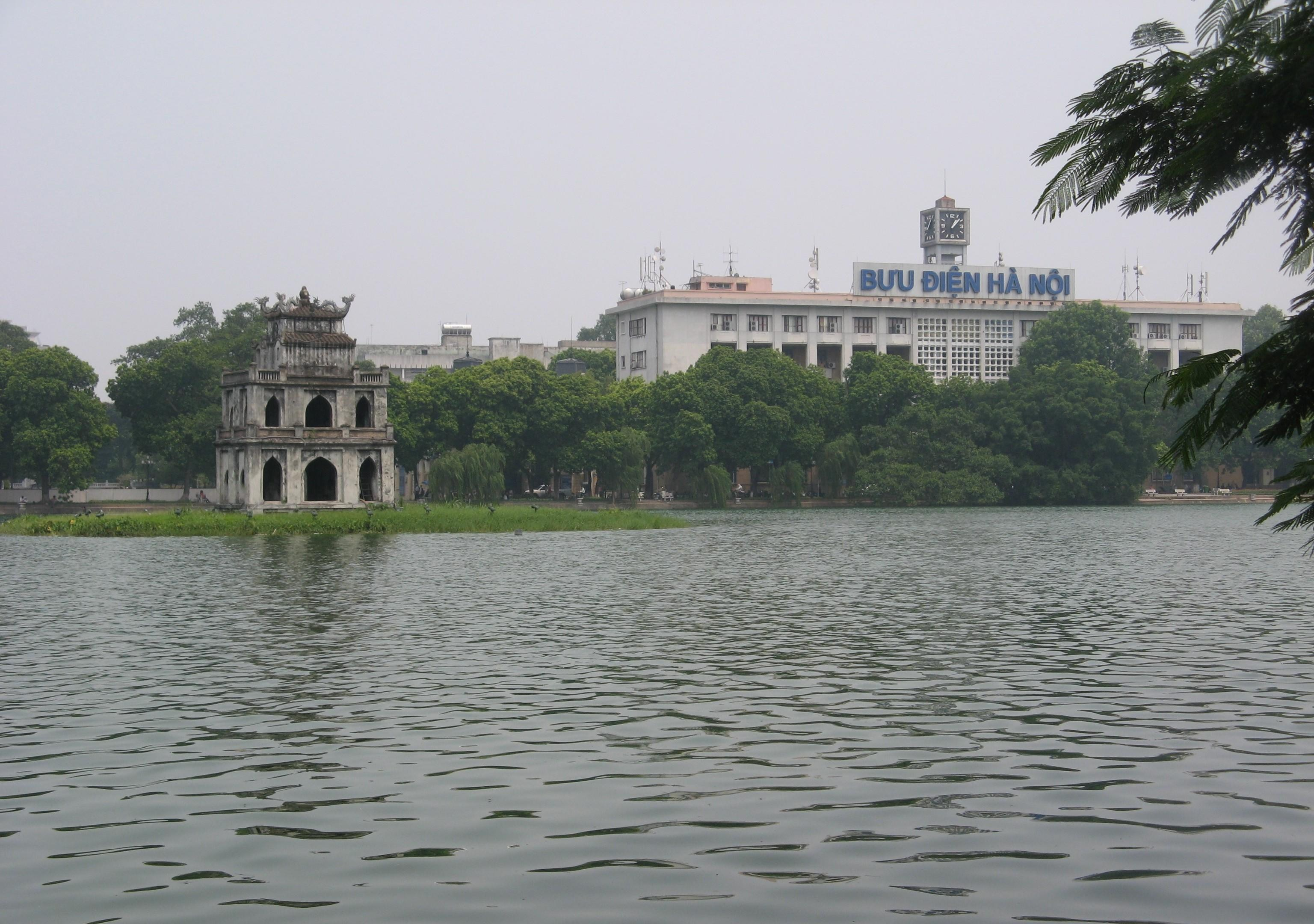
Tháp Rùa và Bưu điện Hà Nội.
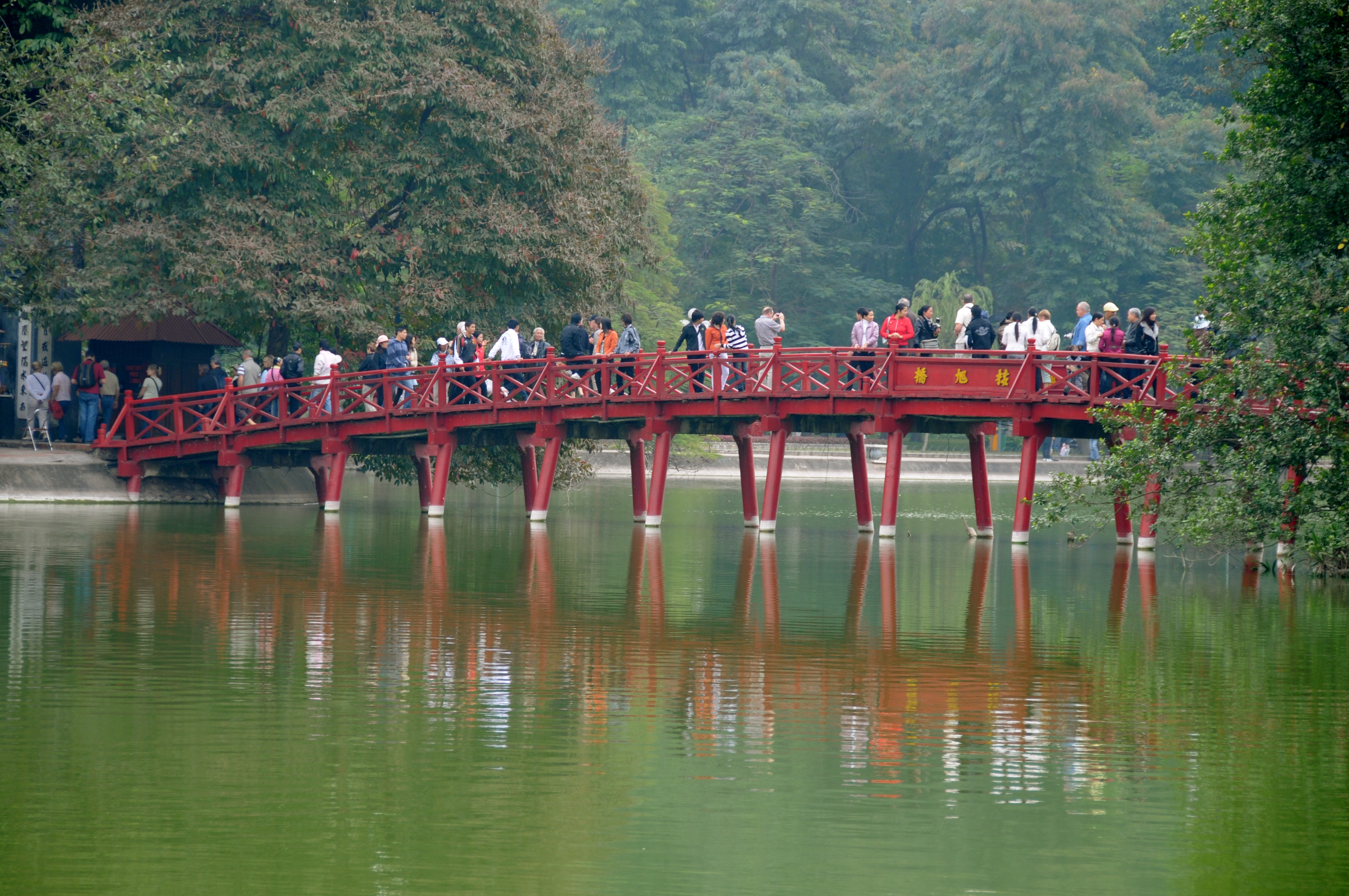
Cầu Thê Húc.
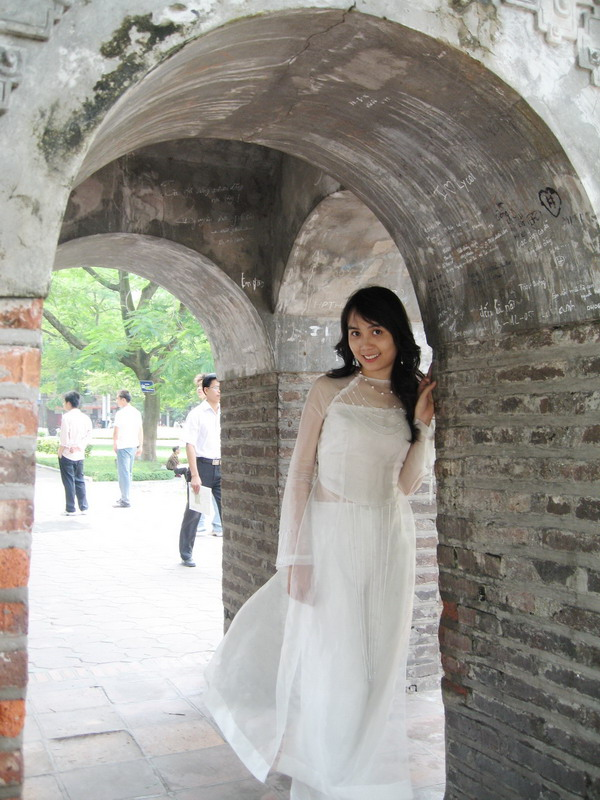
Dưới chân tháp Hoà Phong.
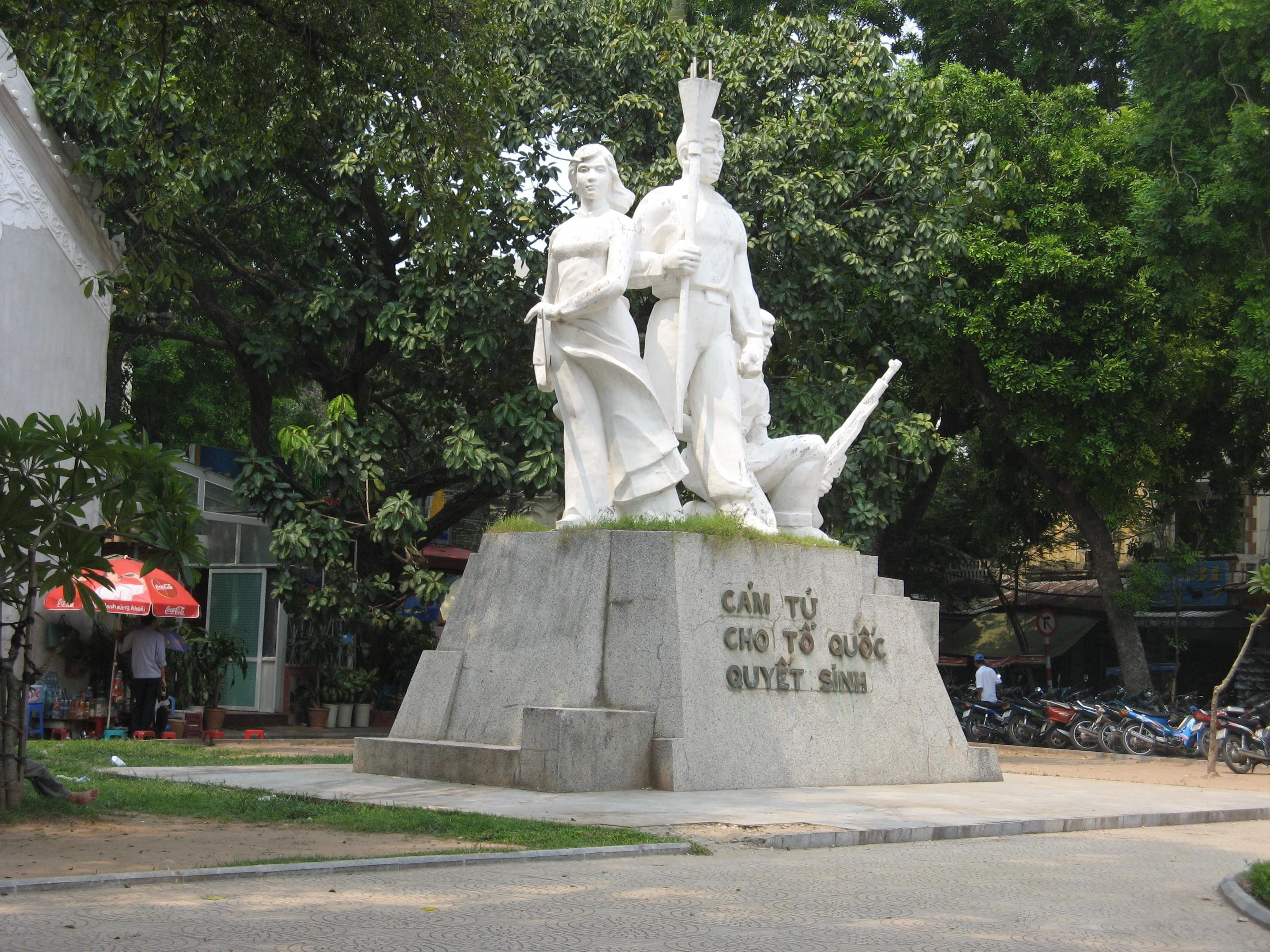
Tượng đài Cảm Tử.
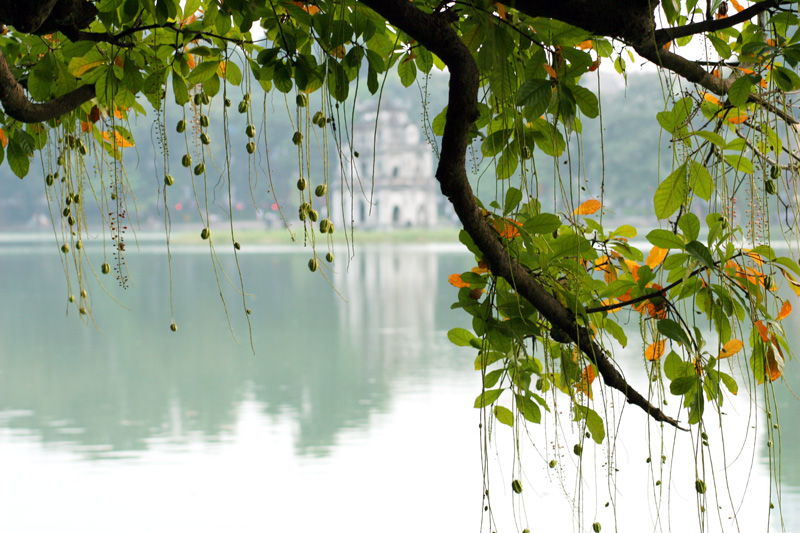
Lộc vừng ven hồ.
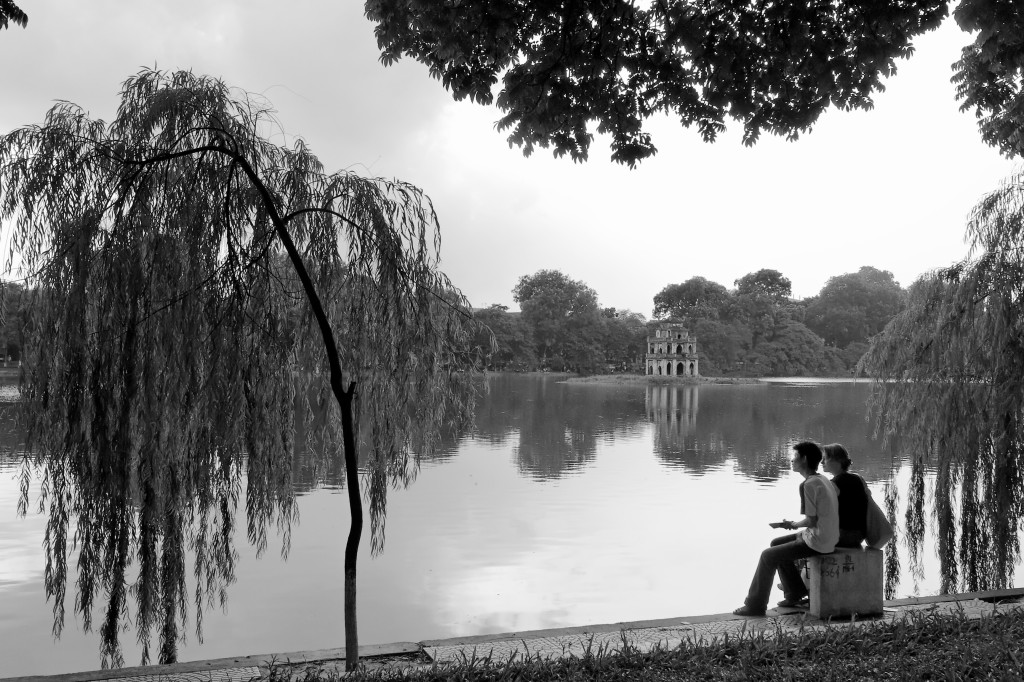
Phong cảnh hữu tình.

### Hội họa
| - Các hồ tại Hà Nội - Đền Ngọc Sơn - Cầu Thê Húc - Tháp Bút | - Đài Nghiên - Tháp Hòa Phong - Đền Bà Kiệu - Thủy Tạ | - Tràng Tiền Plaza - Tượng đài Lý Thái Tổ - Tượng đài Quyết Tử - Vườn hoa Diên Hồng |